# آنتونیو دا سانگالو الدر
 آنتونیو دا سانگالو الدر (انگلیسی: Antonio da Sangallo the Elder؛ ۱۴۵۵ – ۲۷ دسامبر ۱۵۳۴) یک معمار اهل ایتالیا بود.